# Simulium dycei
Simulium dycei är en tvåvingeart som beskrevs av Colbo 1976. Simulium dycei ingår i släktet Simulium och familjen knott. Inga underarter finns listade i Catalogue of Life.